# Thierry Lataste
Pour les articles homonymes, voir Lataste.
Thierry Lataste, né le 31 janvier 1954 à Talence, est un  haut fonctionnaire français.
Compte tenu de son rôle à la fois de négociateur de l'accord de Nouméa puis de haut-commissaire de la République en Nouvelle-Calédonie à deux reprises (de 1999 à 2002 et de 2016 à 2019), il est un témoin privilégié des changements qui ont marqué la Nouvelle-Calédonie depuis les années 1990. 
Il a été également directeur de cabinet du président de la République François Hollande du 5 janvier 2015 au 15 juin 2016, ainsi que son représentant en tant que coprince d'Andorre.

## Biographie

### Jeunesse et formation
Thierry, Alain Lataste est le fils de deux parents médecins.
Thierry Lataste est diplômé de l'Institut d'études politiques de Paris (section Service public, promotion 1978), ancien élève de l'École normale supérieure (promotion S1973) et de l'École nationale d'administration (promotion Henri-François-d'Aguesseau, 1982).
Il est marié et père de quatre enfants.

### Carrière
À sa sortie de l'ENA en juin 1982, Lataste est nommé administrateur civil de 2e classe, au ministère de l'intérieur et de la décentralisation. Il devient en septembre sous-préfet, directeur du cabinet du commissaire de la République du Vaucluse.
En octobre 1983, il devient sous-préfet hors cadre et directeur de cabinet de Pierre Mauroy à la mairie de Lille. Il quitte le cabinet en juin 1985, lorsqu'il est nommé secrétaire général de la préfecture des Deux-Sèvres.
En février 1989, il est détaché en tant que directeur adjoint des stages de l'École nationale d'administration. 
Il quitte ce poste en août 1991. Il est réintégré administrateur civil et devient secrétaire général de la Nouvelle-Calédonie. Il y reste trois ans, et devient en octobre 1994 sous-préfet de Senlis.
En novembre 1996, il est nommé sous-préfet chargé de mission pour les affaires régionales auprès du préfet de la région Rhône-Alpes.
Il est directeur de cabinet du secrétaire d'État à l'outre-mer Jean-Jack Queyranne de 1997 à 2000. A la fin de cette année, il devient préfet, délégué du gouvernement, haut-commissaire de la République en Nouvelle-Calédonie. Il est le premier haut-commissaire aux compétences réduites nommé à la suite de la mise en place du nouveau statut issu de l'accord de Nouméa.
Il devient en juillet 2002 préfet de la Savoie, puis deux ans plus tard, préfet des Pyrénées-Orientales. En 2007, il devient préfet de la Vendée, et en 2010, préfet de la Saône-et-Loire.
Il est placé à sa demande hors-cadre en décembre 2010, afin de devenir directeur général des services de la  région Rhône-Alpes.
En juillet 2012, il est préfet de la région Languedoc-Roussillon, préfet de l'Hérault,.
En avril 2012, il fait campagne au nom du Parti socialiste pour le candidat François Hollande, notamment en participant à des réunions électorales en Polynésie française et en Nouvelle-Calédonie,,. François Hollande, soutenu par le président indépendantiste de la Polynésie française, Oscar Temaru, lui demande, en tant que représentant du PS, de venir porter également son message à ses « Chers amis de la Nouvelle Calédonie »,.
Le 19 décembre 2012, il est nommé directeur de cabinet du ministre de l'Intérieur Manuel Valls,, poste qu'il conserve quand Bernard Cazeneuve devient ministre de l'Intérieur.
Le 3 janvier 2015, il est nommé directeur de cabinet du président de la République François Hollande et représentant personnel du président de la République comme coprince en Andorre en remplacement de Sylvie Hubac à compter du 5 janvier 2015,. Il est secondé par une adjointe, Constance Rivière. 
Il assure cette fonction jusqu'au 25 mai 2016, date à laquelle il est nommé Haut-commissaire de la République en Nouvelle-Calédonie avec la charge d'organiser le référendum de 2018 sur sa possible indépendance,. Il est remplacé le 9 juin 2016 par Jean-Pierre Hugues, un préfet à la retraite.

### Nouvelle-Calédonie
En tant que directeur de cabinet du secrétaire d'État à l'outre-mer Jean-Jack Queyranne de 1997 à 2000, Thierry Lataste négocie avec les Néo-Calédoniens à la suite des accords de Matignon de 1988, il est l'un des principaux négociateurs de l'accord de Nouméa qu'il signe le 5 mai 1998 en tant que représentant du secrétaire d'État à l'outre-mer,. Il devient ensuite, en juillet 1999 et jusqu'en 2002, haut-commissaire de la République en Nouvelle-Calédonie, au début du processus d'application du statut institutionnel de l'accord de Nouméa, "qui déboucha, avec le "Destin commun", sur la suppression du droit de vote pour des milliers de Français résidents (1999-2002)".

### Actions marquantes
En tant que haut-commissaire de la République en Nouvelle-Calédonie, il est surtout confronté aux violents affrontements qui opposent à partir de décembre 2001 certains habitants kanak de la tribu de Saint-Louis à des membres de la communauté wallisienne et futunienne du lotissement voisin de l'Ave Maria.  
Préfet au franc parler et aux convictions de gauche, Thierry Lataste est resté préfet de Vendée un peu moins de trois ans pendant la présidence de Nicolas Sarkozy. « Quand il n'était pas d'accord, ce préfet-là savait mettre les pieds dans le plat. Que ce soit sur la gestion de l'eau ou en fustigeant publiquement le peu d'enthousiasme de certains maires à rentrer dans les clous du quota de logements sociaux. » rapporte Ouest-France qui précise également que « la gauche yonnaise saluait Thierry Lataste « pour s'être montré bienveillant pour des familles de Vendée que voulait expulser Éric Besson » »,.

## Récompenses et distinctions
- Officier de la Légion d'honneur le 13 juillet 2012[31]
- Commandeur de l'ordre national du Mérite le 2 mai 2017 (officier du 7 mai 2008)[32]
- Thierry Lataste a été également promu en 1re classe dans l’ordre du Mérite de la République fédérale d'Allemagne[1].